# Santo Spirito ai Monti
Santo Spirito ai Monti  ou Spirito Santo a Colonna Traiana era uma igreja conventual de Roma que ficava localizada na antiga Via del Marforio, no rione Monti, uma via que foi completamente destruída para permitir a escavação do Fórum de Trajano em 1812.. Era dedicada ao Espírito Santo.

## História
Esta igreja pertencia a um convento de freiras agostinianas da ordem dos Cônegos Regulares Lateranenses fundado por Petronilla Capranica, irmã do cardeal Angelo Domenico, em 1432, uma nobre converteu seu palácio em convento quando ficou viúva. Elas eram conhecidas como rocchettine, presumivelmente por causa do hábito que vestiam.
O convento em si foi muito danificado durante o saque de Roma de 1527 e algumas das freiras estavam entre as que foram estupradas e mortas nas ruas fora do convento segundo relatos da época. O local só foi restaurado em 1582 e aparentemente a igreja foi completamente reconstruída num local ligeiramente diferente do antigo, perto da igreja e do convento de Sant'Eufemia, vizinho para o leste.
O complexo, que era proprietário da Coluna de Trajano, foi demolido em 1812 para começar a liberação do local da antiga Basílica Úlpia no Fórum de Trajano, o começo de uma sequência de demolições que levaram à liberação completa dos antigos Fóruns Imperiais de Roma nos 160 anos seguintes. A comunidade sobreviveu e inicialmente se mudou para Santa Pudenziana. Atualmente elas contam com um novo mosteiro na zona Torre Angela, no subúrbio de Roma. Sua capela preserva a antiga dedicação e se chama Santo Spirito delle Monache Canonichesse.

## Descrição
Este mosteiro era um dos mais confortáveis entre os que ficavam centro antigo de Roma, pois sua origem era um palácio da nobreza romana. A entrada principal ficava na antiga Piazza di Colonna Traiana, de frente para a igreja do Santissimo Nome di Maria al Foro Traiano. A partir dela se chegava a um grande claustro trapezoidal, com arcadas dos lados oeste e sul e um pequeno jardim para as freiras do lado norte. A igreja ficava do lado sul, orientada no sentido sul-norte.
A planta era retangular, com uma nave simples coberta por uma abóbada de berço assentada sobre duas pilastras de cada lado, decorada com uma pintura Marco Arconio. Entre cada par de pilastras ficava um altar lateral decorados com pinturas e estuques dourados. Na Cappella della Madonna havia uma pintura de Baldassare della Croce e na Cappella del Santissimo Crocifisso, uma de Giovanni dei Vecchi. Mo fundo estava uma pequena abside retangular com o altar-mor, decorado com uma peça-de-altar de Luigi Gazi.
A fachada tinha dois andares, com dois pares de pilastras compósitas em cada um, todas sobre plintos. O portal tinha um frontão segmentado sobre o qual estava uma escultura em relevo com seu próprio entorno e um pequeno gablete triangular no alto. O frontão triangular maior da fachada era decorado por uma outra grande escultura em relevo.